# Alfabet fenici

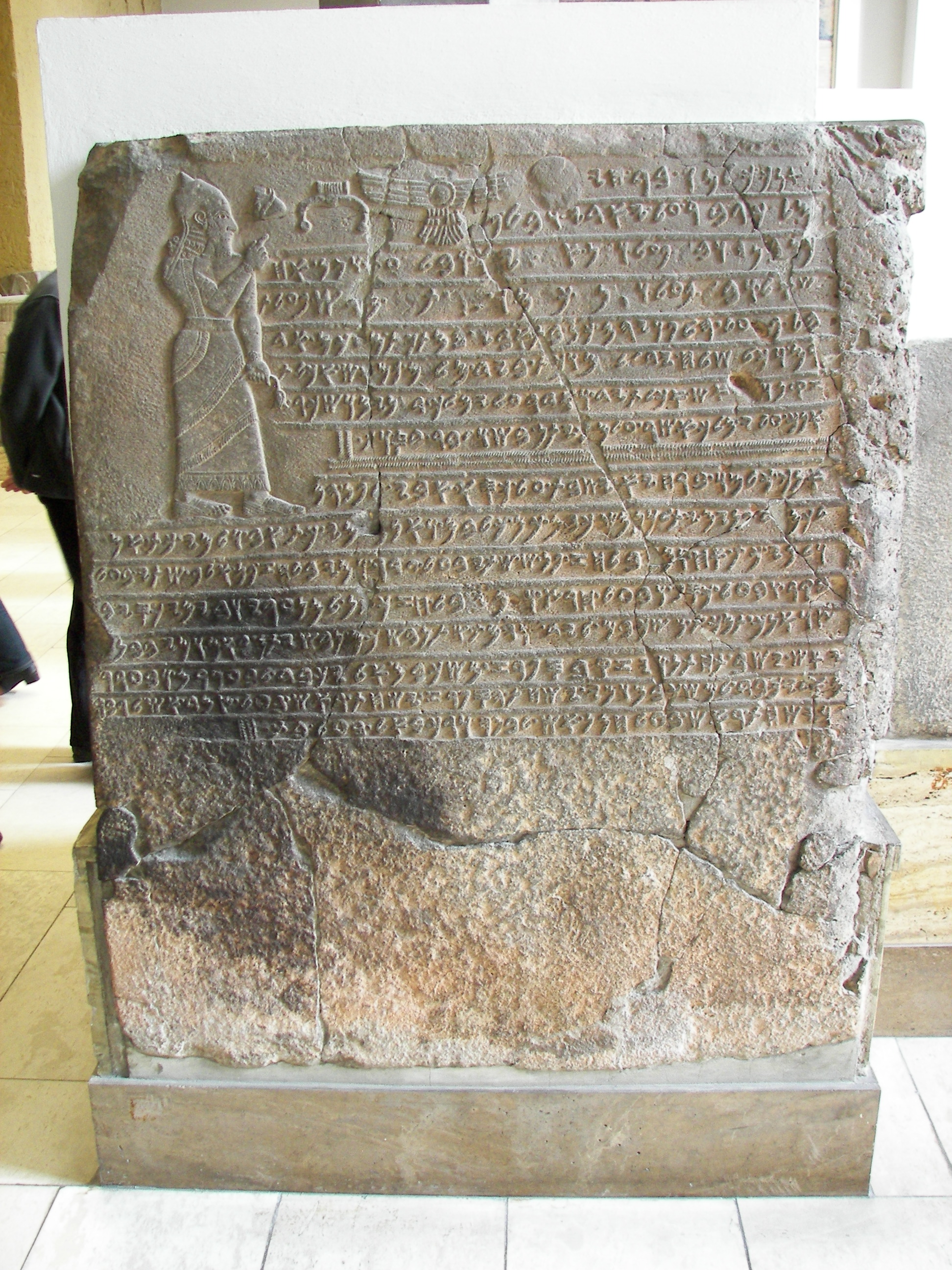
Làpida al Museu de Pèrgam, a Berlín, amb inscripcions en alfabet fenici

L'alfabet fenici és un dels primers alfabets dels sistemes d'escriptura fonètica en la història de la humanitat. L'escriptura va aparèixer al voltant del segle xv aC i va esdevenir l'ancestre de la majoria dels alfabets moderns i alguns altres sistemes d'escriptura.
En aquest alfabet es va usar un principi consonàntic, és a dir, escriure les paraules només senyalitzant els sons consonants, deixant les vocals a la comprensió del lector. El text s'escrivia de dreta a esquerra.
El sistema d'escriptura fenici va esdevenir un dels més utilitzats; es va estendre pels comerciants fenicis a través del mar Mediterrani, on es va desenvolupar i va ser assimilat per moltes altres cultures. L'alfabet arameu, una forma modificada del fenici, va ser l'avantpassat de l'alfabet àrab modern, mentre que l'escriptura hebrea és una variant estilística de l'arameu. L'alfabet grec (i l'expansió dels seus descendents, com el llatí, el ciríl·lic i el copte) fou el successor directe del fenici, encara que alguns valors de les lletres van ser canviats per representar els sons vocàlics.
Com que les lletres eren originàriament una incisió amb una agulla (stylos), la majoria de les formes són angulars i rectes, encara que amb el pas del temps van anar sorgint-ne versions més cursives, que van culminar amb l'alfabet neopúnic de l'era romana del nord d'Àfrica. El fenici se sol escriure de dreta a esquerra, encara que hi ha alguns textos escrits en bustrofedon.
El 2005, la UNESCO registrà l'alfabet fenici en el Programa Memòria del Món com un patrimoni del Líban.

## Història
L'escriptura fenícia és una de les primeres escriptures alfabètiques del món. L'alfabet fenici va donar origen a diverses branques de l'escriptura alfabètica, i avui dia gairebé tots els alfabets del món (amb l'excepció dels kana japonesos i l'alfabet coreà) tenen l'origen precisament en l'alfabet fenici. Altres tipus d'escriptura amb una estructura alfabètica, com el cuneïforme persa i l'escriptura meroítica, no han sobreviscut fins avui dia.

### El concepte de l'alfabet
L'escriptura alfabètica és l'escriptura en què un símbol transmet un so, a diferència de l'escriptura logogràmica i ideogràfica, en què cada símbol correspon a un concepte o morfema. El sil·labari tampoc pot ser considerat com un sistema alfabètic, perquè al sil·labari cada signe correspon a una síl·laba, però no a un so.

### Teories sobre l'origen de l'alfabet fenici

#### La teoria egípcia
Segons una de les teories més comunes, l'escriptura alfabètica s'originà a Egipte. Aquesta teoria va ser proposada per François Lenormant i exposada per Emmanuel de Rougé el 1874. Normalment els partidaris de la teoria egípcia es divideixen en tres grups. El primer grup s'inclina cap a la teoria que diu que l'escriptura alfabètica prové dels jeroglífics. Els defensors d'aquesta teoria foren Jean-François Champollion, François Lenormant i alguns altres estudiosos. El segon grup tendeix a la versió de l'origen de l'escriptura alfabètica en el hieràtic; els defensors d'aquesta versió foren Isaac Taylor, Pierre Montet i d'altres. La tercera teoria, defensada per Hans Bauer, suposa l'origen de l'escriptura alfabètica en l'egipci demòtic, cosa que no pot ser acceptable, ja que l'escriptura alfabètica era anterior a l'egipci demòtic.
No obstant això, la teoria egípcia fou criticada, ja que és inevitable que amb la presència de tantes formes (més de 3.000) hi hagi alguns jeroglífics que coincideixin amb les lletres fenícies. A més, cal dir que, en els jeroglífics, inicialment van ser utilitzats els símbols especials per a les parts de la paraula amb una o dues consonants, però més tard els símbols d'una consonant es van utilitzar amb molta menys freqüència, comparant amb els ideogrames. També cal assenyalar que en l'alfabet per a cada so hi ha un símbol, el significat del qual no canvia, mentre que en l'escriptura egípcia el mateix so pot ser designat amb diversos símbols. A més, si l'alfabet realment provingués d'Egipte, aleshores els egipcis durant uns quants segles abans de la invenció de l'alfabet no haurien utilitzat una escriptura molt complexa, i uns segles després de la invenció de l'alfabet, simplificaren els jeroglífics i el hieràtic.

#### La teoria protosinaítica

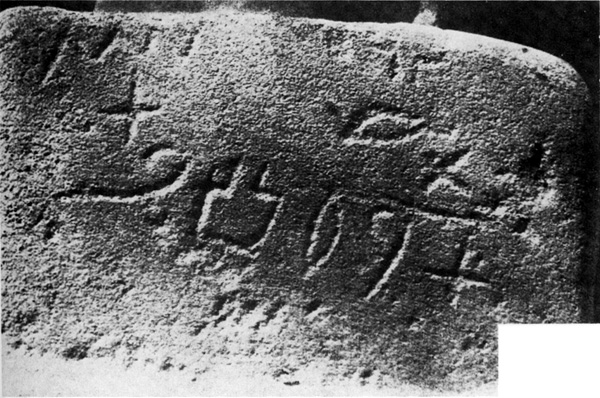
Inscripció protosinaítica Mit LeBa'alat, que vol dir 'regal per a la Senyora'

El 1916, Alan Gardiner i Kurt Sethe, durant uns estudis sobre unes inscripcions protosinaítiques descobertes el 1904 i 1905 per Flinders Petrie (en total s'han conservat unes 50 inscripcions, una part de les quals es trobà en el període de 1927 a 1935), van arribar a la conclusió que l'escriptura protosinaítica és un intermediari entre els jeroglífics egipcis i l'escriptura alfabètica. No obstant això, durant el desxiframent de les inscripcions del Sinaí, es pot parlar més o menys segur sobre el desxiframent de només una inscripció, el nom de la qual es deu a la dea Ba'alat (amb les lletres protosinaítiques: ). No obstant això, no hi ha proves raonables que indiquin que l'alfabet fou creat a partir de les lletres protosinaítiques. És més raonable considerar que l'escriptura protosinaítica en si fou un dels experiments més antics en la creació de l'escriptura alfabètica.
Alan Gardiner va dir sobre el desxiframent de l'escriptura protosinaítica: "per desgràcia, no tinc suficients dades per llegir qualsevol altra paraula, excepte el nom de Ba'alat; per això el desxiframent del protosinaític és una hipòtesi no verificable".

#### La teoria de la «baula perduda»

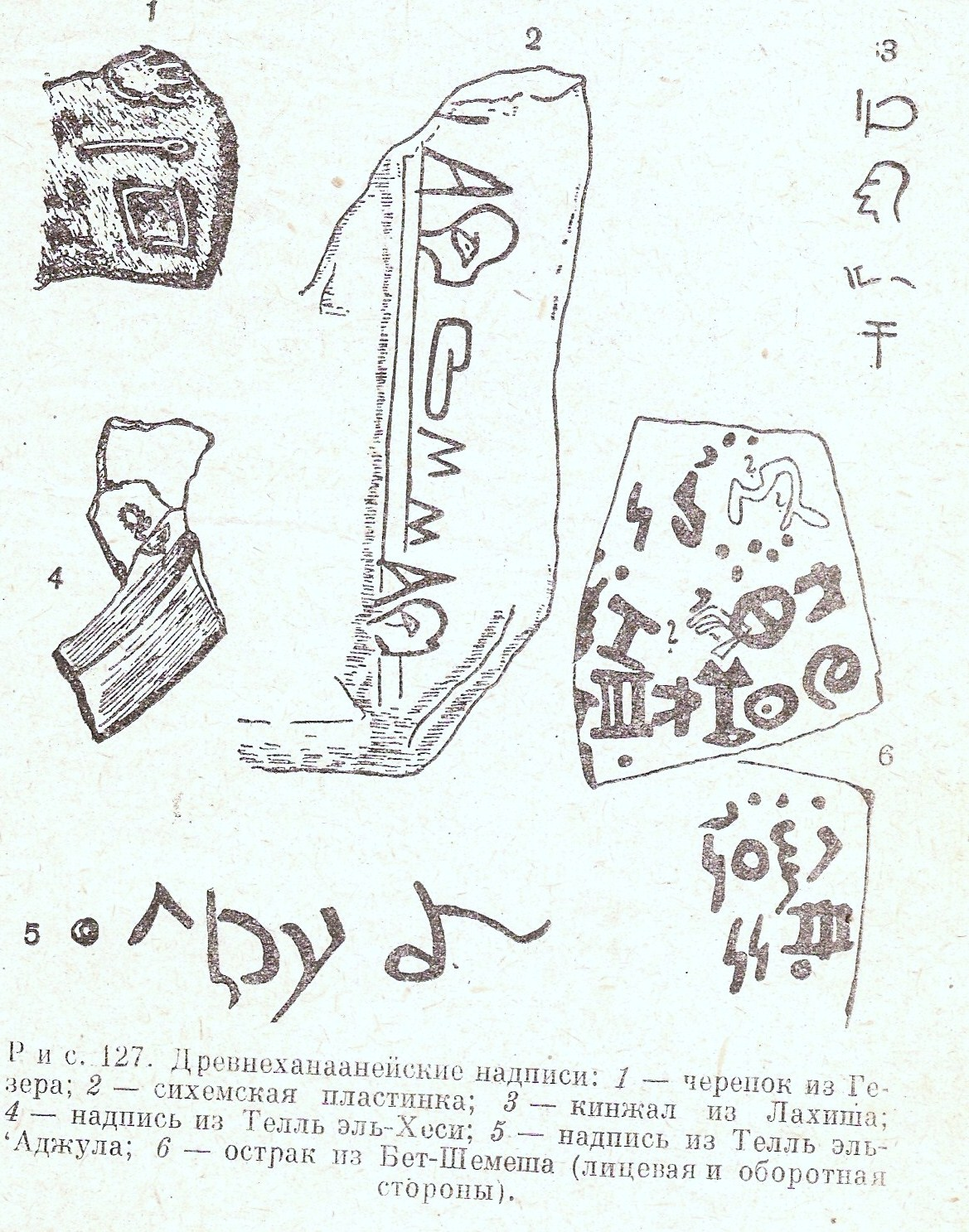
L'alfabet protocananeu, grups 1 i 2

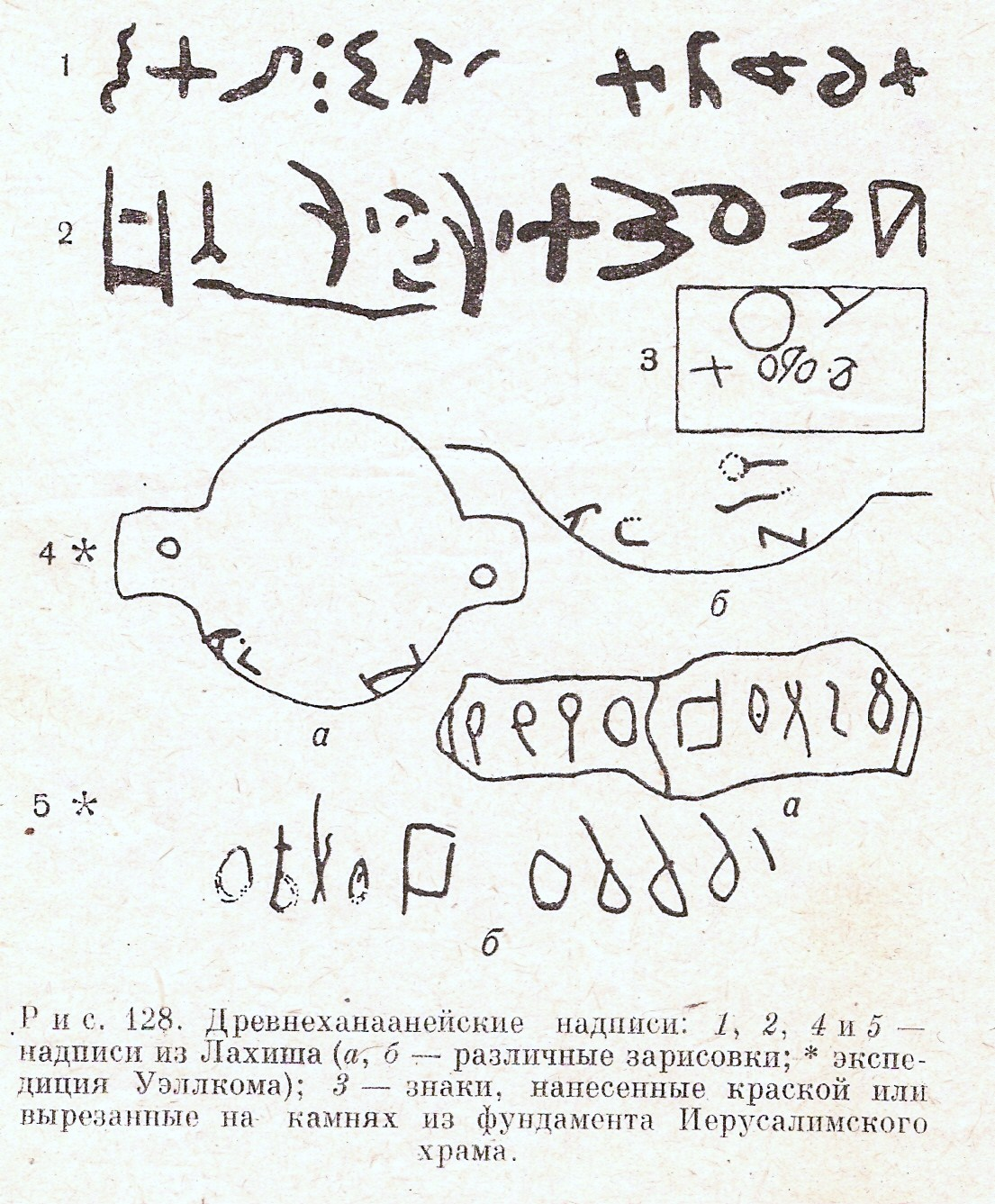
L'alfabet protocananeu, grup 3

Segons la teoria de la «baula perduda», que complementa la teoria de Gardiner, entre l'escriptura protosinaítica i l'alfabet nord-semític, es troba l'escriptura anomenada alfabet protocananeu, les inscripcions del qual es van trobar a Palestina. S'han conservat onze monuments d'aquest tipus d'escriptura, que es poden dividir en tres grups:
El primer grup inclou: un fragment de ceràmica, trobat el 1929 a Guèzer; una placa de pedra, trobada el 1937 a Nablus, i finalment la inscripció trobada en una daga de Tel Laquix, que es trobà el 1934, però la inscripció fou descoberta i publicada al 1937. Les inscripcions d'aquest grup es daten del segle xvi aC.
El segon grup inclou: un fragment de ceràmica de Tell el-Hesi, descobert el 1891, i trobada el 1932 en una olla de Tell el-'Ajhula. També a aquest o al tercer grup es pot atribuir l'òstracon de Betxèmeix, que es va trobar el 1930. Les inscripcions d'aquest grup es daten del segle xiv aC.
El tercer grup inclou diverses inscripcions de Tel Laquix: la inscripció sobre un gerro trobat el 1934, la inscripció sobre una copa, descoberta un any més tard, la inscripció feta sobre una tapa d'encens que es trobà el 1936 i la "Copa de Tel Laquix núm. 2", que es trobà el 1934. Aquestes inscripcions daten de la segona meitat del segle xiii aC. Aquest grup també inclou un anell d'or de Meguidó. P. L. O. Guy, l'arqueòleg que trobà aquest anell, el datà dels anys 1300 -1200 aC. El tercer grup també pot incloure els signes situats als fonaments del Temple de Jerusalem.
La teoria de la "baula perduda" té el suport de molts científics, com ara William Foxwell Albright, Moses Gaster, i altres. Però, per una sèrie de factors, la legitimitat d'aquesta teoria causa moltes preguntes: així, segons aquesta teoria, els signes protocananeus i protosinaítics i les lletres fenícies són iguals, tot i que de moment no hi hagi cap prova que ho siguin. A més, aquestes identificacions i la lectura d'alguns caràcters sovint no coincideixen. Moltes de les identificacions acceptades no es poden explicar sense basar-se en la teoria de la "baula perduda". En molts casos, només van ser llegits els caràcters similars als fenicis.

#### La teoria cretenca
Segons la teoria d'Arthur Evans, l'alfabet fou pres pels fenicis dels filisteus, els quals suposadament portaren l'alfabet a Canaan des de Creta. No obstant això, aquesta teoria és inacceptable, ja que la costa de Canaan fou conquistada pels filisteus cap a l'any 1220 aC, quan l'alfabet ja existia durant molts segles. Encara que externament s'assemblin molt l'escriptura cretenca i nord-semítica, aquesta semblança només és superficial, i s'aplica únicament a les formes geomètriques de les dues escriptures. A més, no es pot parlar de connexió d'aquests dos sistemes d'escriptura, ja que els jeroglífics cretencs fins ara no han estat desxifrats, i la relació entre el lineal A, el lineal B i l'escriptura fenícia no s'ha confirmat. D'altra banda, és possible que l'inventor de l'alfabet conegués l'escriptura cretenca, però no comptés amb el valor fonètic dels signes de l'escriptura cretenca.

#### La teoriabibliana
Maurice Dunand suposà que el prototip de l'alfabet era el sil·labari de Biblos. Aquesta escriptura fou descoberta el 1929 a Biblos, Síria (actualment en territori del Líban) per Maurice Dunand i té diverses opcions per desxifrar. Segons la seva teoria, en algunes inscripcions de Biblos hi ha signes que ocupen una posició intermèdia entre el sil·labari i l'alfabet. Dunand considera aquests signes com una "reproducció lineal" dels signes pseudojeroglífics. Dunand també suposà que si el sil·labari de Biblos fou inventat per a una llengua no semítica, llavors aquests signes es van simplificar expressament per adaptar-se a la llengua fenícia.
La teoria de Dunand es basa en cinc arguments: l'escriptura pseudojeroglífica de Biblos i l'alfabet fenici consistentment s'utilitzaren al mateix territori. La major part dels caràcters fenicis, excepte he i qop, tenen signes similars en el sil·labari de Biblos. La direcció d'escriptura dels dos és de dreta a esquerra. Les inscripcions sobre l'espàtula, un tipus especial de monument de l'escriptura semítica antiga, es feren amb el sil·labari de Biblos i amb les lletres fenícies. Als monuments més antics del sil·labari de Biblos i de l'alfabet fenici, les paraules se separaren amb unes línies verticals.

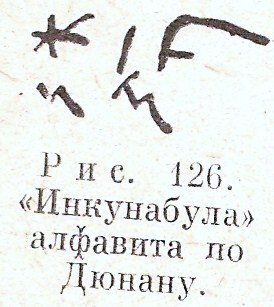
Els cinc símbols alfabètics més antics

A part d'això, alguns signes semblants als alfabètics van ser trobats en els objectes de Biblos, que es daten dels segles xx-xix aC. A Biblos també es trobà una estàtua de bronze que data del segle XVIII aC amb els cinc signes que externament semblen "alfabètics". Segons Dunand, aquesta inscripció es pot llegir com l(ī) 'Amn (més aviat — ly'mn), que significa 'vine, Amon', però si suposem que el segon símbol, la barra vertical és un separador de paraula, llavors es pot llegir com a l'mn, que significa 'pertany a Amon', i la direcció d'escriptura d'aquesta inscripció és el Bustrofedon. Per tant, segons la teoria de Dunand, l'alfabet va aparèixer als segles xx—xx aC.

#### La teoria dels signes geomètrics prehistòrics
Segons Flinders Petrie, l'escriptura nord-semítica, així com les escriptures de l'Àsia Menor, els alfabets sud-semítics, l'alfabet grec, el sil·labari xipriota, l'escriptura de diverses inscripcions no desxifrades d'Egipte i l'escriptura protosinaítica venen de signes geomètrics prehistòrics, que utilitzaren els pobles del Mediterrani des de temps llunyans. Aquesta teoria no ha trobat un gran nombre de seguidors, però no s'ha d'excloure la possibilitat de la influència d'alguns símbols, els quals coneixia l'inventor de l'alfabet.

#### Altres teories
L'any 1875, John Evans digué que les lletres de l'alfabet deriven de les imatges dels objectes que corresponen als noms de les lletres. El 1914, una teoria similar va ser presentada per Lucien Gautier.
Vasiliy Vasílievitx Struve també s'adherí al principi acrofònic.
També es presentà una sèrie d'hipòtesis de poc d'èxit sobre l'origen de l'alfabet a partir de l'escriptura cuneïforme, el sil·labari cretenc i l'escriptura hitita. Els nazis també formularen la seva hipòtesi, segons la qual la invenció de l'alfabet pertanyia a la raça ària.

#### La teoriabíblica
Segons aquesta hipòtesi, el primer alfabet del món va ser inventat per Moisès, el qual en la infància rebé una perfecta educació a Egipte, de part de la filla del faraó, i completà les seves habilitats lingüístiques (durant el trànsit pel desert Èxode 2:15,16) gràcies al seu sogre Jetró, príncep i sacerdot de Madian. Després de l'èxode del poble israelià d'Egipte, Moisès donà als jueus una nova ideologia, i fins i tot un nou alfabet, en el qual s'escrigueren els textos sagrats (les Taules de l'Aliança i el Pentateuc). (Èxode 18:25)

### Alfabet cuneïforme ugarític

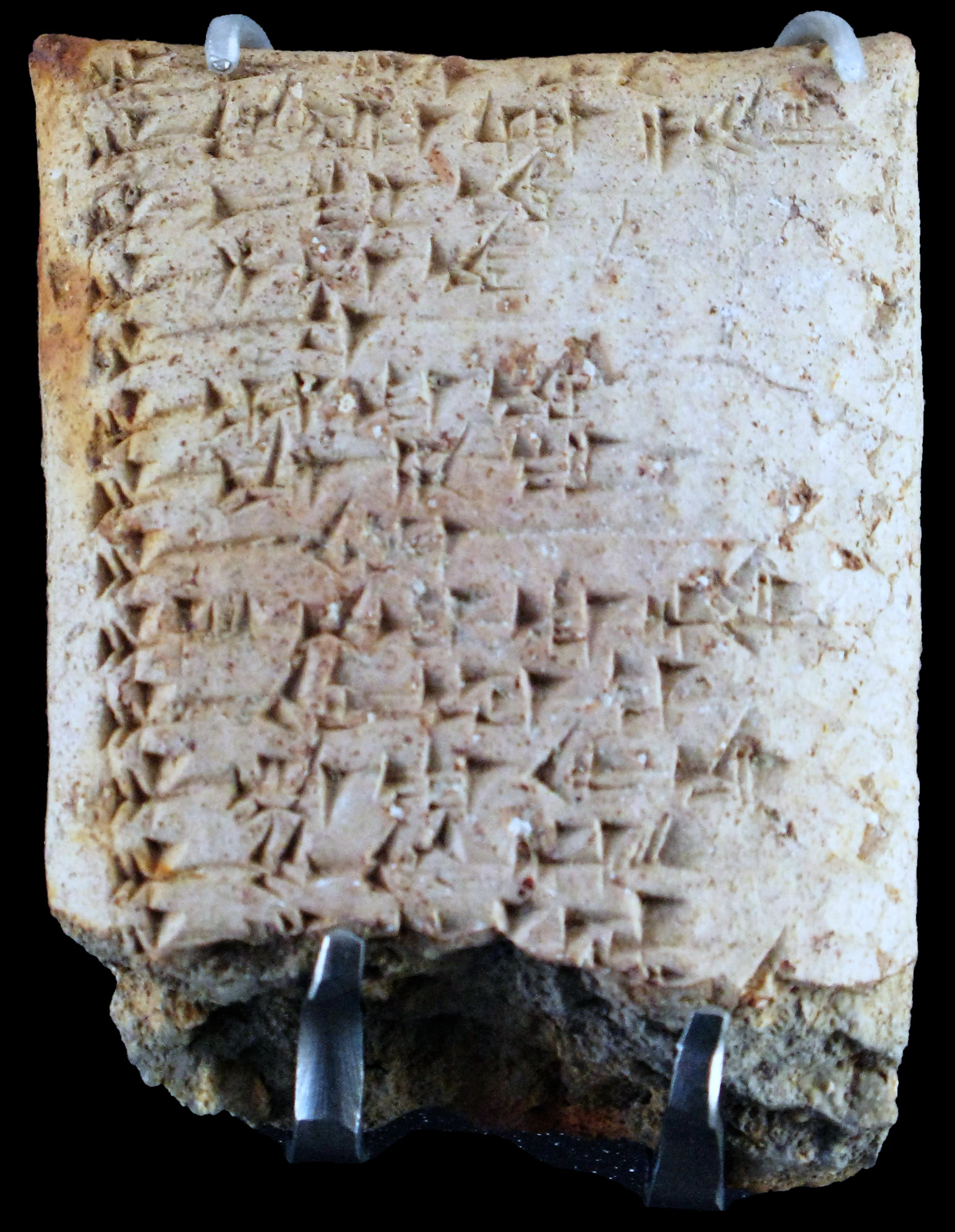
Tauleta ugarítica amb la «llista de déus» (Louvre)

El 14 de maig de l'any 1929 durant les excavacions a Ugarit es trobaren diverses tauletes cuneïformes. Durant les excavacions dels anys 1930-1932 es trobà un important nombre de tauletes al lloc de la biblioteca del temple i l'escola dels escribes. Una part era escrita amb el cuneïforme babilònic, però la gran majoria dels textos d'aquestes tauletes eren fets en l'alfabet cuneïforme ugarític, desconegut en aquell temps.
No obstant això, l'alfabet ugarític no està relacionat en absolut amb el cuneïforme assiriobabilònic, excepte en el mètode d'escriptura (és a dir, les marques d'extrusió sobre les tauletes d'argila, fetes amb pals) i la direcció de l'escriptura: d'esquerra a dreta. Normalment, les inscripcions en alfabet ugarític daten del segle xv aC, però segons algunes hipòtesis les tauletes poden ser datades del segle xvi aC.
Hi ha la possibilitat que l'alfabet ugarític fos inventat per una persona que conegués l'alfabet nord-semític. A més, diverses troballes confirmen la semblança de l'ordre alfabètic dels alfabets ugarític i fenici. Això pot indicar que l'alfabet nord-semític existís ja al segle XVI aC, és a dir, que sigui molt anterior a la data de la majoria de les inscripcions nord-semítiques. Segons Bauer, l'alfabet ugarític fou creat per una llengua no semítica; segons Dunand, el creador de l'alfabet ugarític va tenir una idea sobre l'alfabet pseudojeroglífic de Biblos.

### Les troballes arqueològiques

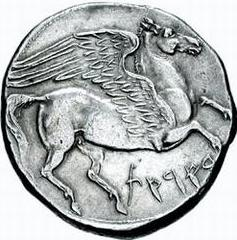
Una moneda cartaginesa des del temps de la Primera Guerra púnica amb el dibuix d'un Pegàs, revers

El 1922, uns arqueòlegs trobaren a la cripta de la ciutat de Biblos el sarcòfag del rei Ahiram, a la tapa del qual hi havia tallada una inscripció en fenici. Pierre Montet, que trobà el sarcòfag, i alguns altres, dataren la inscripció aprox. del segle xiii aC; però, als anys 1980 Gibson datà la inscripció del segle XI aC. Els investigadors moderns, basant-se en l'edat de la ceràmica trobada a la cripta de l'Ahiram, consideren que Ahiram visqué al segle VII aC, i per tant, la inscripció trobada al sarcòfag no podria donar inici a l'alfabet fenici. No obstant això, l'arqueòleg Pritchard el 1972, durant unes excavacions al poble Sarepta (entre Sidó i Tir), trobà un gerro de fang amb una inscripció, possiblement una de les més antigues fetes amb alfabet fenici. La inscripció sobre el gerro data dels principis del segle xiii aC, és a dir, fou feta durant la Guerra de Troia, quan els grecs ja havien oblidat la seva escriptura lineal i agafaren l'escriptura fenícia, al cap d'uns segles.
Alguns elements d'escriptura fonètica, que foren els avantpassats de l'alfabet, apareixen en les escriptures de l'antiga Mesopotàmia (cuneïforme accadi) i sobretot a l'antic Egipte. Així, en els jeroglífics egipcis ja durant l'Imperi Mitjà es popularitzà el sistema de difusió d'un, dos o tres fonogrames. A més a més, els jeroglífics egipcis d'aquest període foren una combinació de símbols ideogràfics i fonètics amb predomini d'aquests últims. Ja en aquest temps es feia servir prou sovint l'escriptura fonètica per escriure paraules que no podien ser escrites amb escriptura ideogràfica, sobretot per a noms propis estrangers i topònims.
Els primers rastres de la utilització de sistemes alfabètics lineals (no cuneïformes) daten del segle XIX aC, i són les inscripcions protosinaítiques i protocananees. Les lletres de l'alfabet protosinaític conserven els traços pictogràfics, però en el protosinaític, els símbols s'utilitzen per expressar sons. La relació de pictografia i fonètica en aquest alfabet és acrofònica, és a dir, per gravar un so utilitza una imatge simplificada de l'objecte, el nom del qual comença per aquesta lletra. Per exemple, la lletra "b" no és res més que una imatge estilitzada d'una casa, (en hebreu, bet o bayt). Cal dir també, que aquest símbol ja no significa la paraula "casa", sinó que només vol dir la lletra "b". I al revés, per escriure la lletra "b", es fa servir només el dibuix d'una casa.
L'origen de les lletres pictogrames no és clar; no obstant això, possiblement foren agafades de fonogrames egipcis, però canviant els seus valors fonètics, per adaptar-los al protosinaític. Més endavant, simplificant els alfabets protosinaític i protocananeu, es formà l'alfabet fenici: un sistema simple, que consta de tan sols 22 consonants.
Uns processos similars d'adaptació passaren amb l'escriptura cuneïforme al segle xiii aC. Durant les excavacions d'Ugarit (actual Raas Shamra) es trobaren milers de tauletes d'argila amb escriptura cuneïforme. Una part de les inscripcions estava en accadi i era una correspondència diplomàtica, però la majoria de les tauletes contenia un text de caràcter mitològic, escrit en alfabet semític occidental, adaptat a l'argila i amb 30 símbols cuneïformes. Era alfabet ugarític, probablement el primer alfabet no acrofònic.

### La revolució de l'escriptura

Amulet amb una inscripció aramea

La creació de l'alfabet fou una important revolució en el món de l'escriptura: l'escriptura fou disponible per la majoria de la gent. Un signe representava un so. En la versió original acrofònica, l'alfabet també tenia una mena de "pistes" per a qui estava llegint i escrivint. Probablement la combinació del mnemònic acrofònic, el simple traç i poca quantitat de símbols, va portar l'alfabet fenici a l'expansió entre els territoris habitats per pobles que parlaven llengües semítiques occidentals. Un avantatge addicional de l'alfabet fenici en comparació amb l'alfabet ugarític era la seva independència de qui estava escrivint i parlant en fenici. En comparació amb el cuneïforme, que no podria ser escrit en cap altre material que no fos argila, l'alfabet fenici era convenient per escriure sobre qualsevol superfície -des de les taules encerades i fins a l'òstracon (fragments de ceràmica), sobre el qual normalment es feien les inscripcions quotidianes.
Un altre factor de l'expansió fou la capacitat d'adaptació: el sistema alfabètic no està lligat a un idioma en particular. Amb unes quantes desenes de lletres, en teoria, es pot escriure en qualsevol idioma. La facilitat d'aprendre l'alfabet no es pot comparar de cap manera amb la memorització, per exemple, de milers de jeroglífics xinesos. La introducció de l'alfabet va permetre democratitzar l'escriptura.

### El desenvolupament en altres alfabets

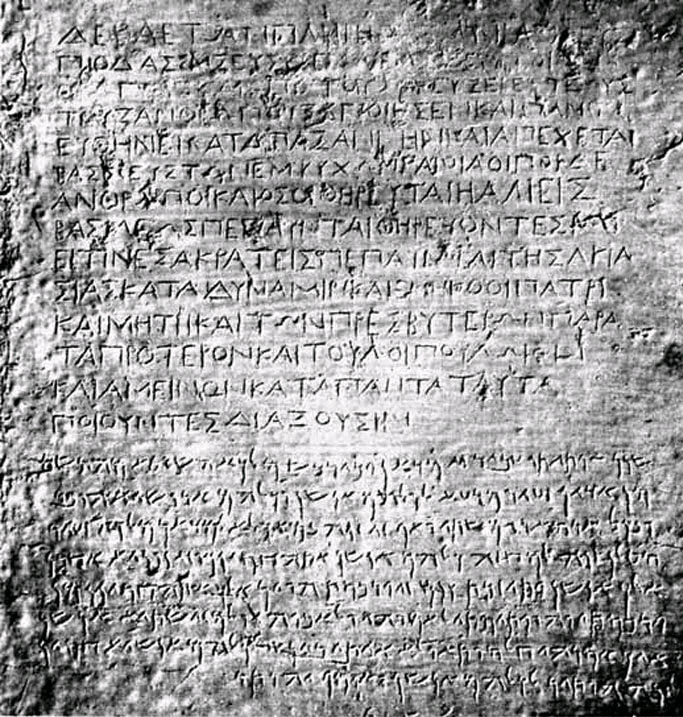
Edicte del rei Aixoka amb els textos en grec (a la part superior) i arameu (a la part inferior). El lloc on fou trobat és Kandahar. Actualment està al museu de Kabul.

L'evolució de l'alfabet fenici va tenir dos processos. Per una part, entre els pobles que parlaven llengües semítiques, l'alfabet fenici es convertí en arameu, que conservà el consonantisme de les lletres, i donà origen a molts alfabets de l'Orient Pròxim. D'altra banda, els pobles que no parlaven llengües semítiques, com per exemple els etruscs, agafaren les lletres de l'alfabet grec, en què algunes lletres, com per exemple àlef i ain, es convertiren en A i O. També afegiren unes quantes lletres més, com per exemple Ψ, Ω i Φ.
D'aquesta manera, l'alfabet fenici va donar origen a diverses branques d'escriptura:
- alfabets de l'Àsia Menor (desapareguts);
- escriptura líbica antiga i els seus descendents:
  - alfabet turdità (desaparegut);
  - alfabet berber o tifinag;
- escriptures paleoibèriques (desaparegudes);
- aramea, de la qual provenen els alfabets:
  - hebreu;
  - samarità;
  - àrab (per la via del nabateu);
  - siríac (serto, estrangelo i d'altres);
  - uigur i els seus descendents: inscripcions d'Orkhon (desaparegudes), alfabet mongol tradicional;
  - alfabets bràhmics (actual devanagari) i alfabets d'Àsia sud-oriental (mitjançant el brahmi);

- armeni;
  - georgià

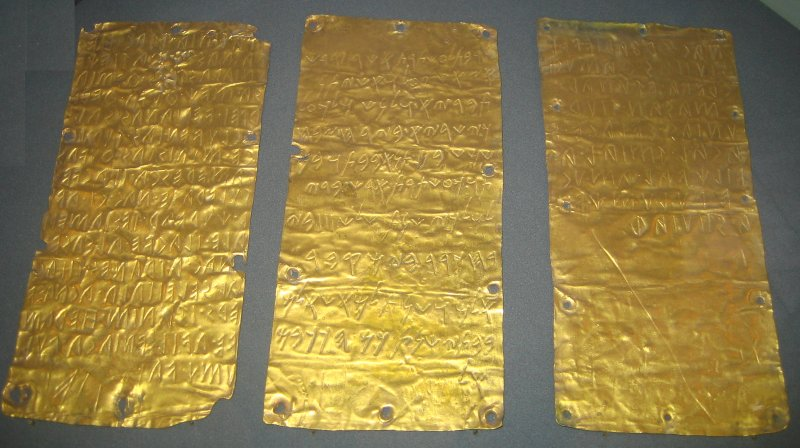
Les Làmines de Pyrgi són tres làmines d'or amb inscripcions en etrusc i púnic. Principis del

- grec, del qual provenen els alfabets:
  - llatí (mitjançant l'alfabet etrusc), estès des de l'Europa occidental per tot el món;
  - ciríl·lic, utilitzat pels eslaus orientals i meridionals, i també per molts pobles no eslaus de Rússia i alguns països de la CEI;

Per tant, la major part dels sistemes d'escriptura existents avui són hereus directes de l'alfabet fenici.

## Alfabet
| Lletra | Significat primari                                                            | Nom original i valor fonètic | Descendents als alfabets moderns |
| ------ | ----------------------------------------------------------------------------- | ---------------------------- | --- |
| 𐤀      | bou                                                                           | ʾalp = ʔ                     | - 𐡀 ('ãlap) en arameu - ࠀ (alaf) en samarità - א (àlef) en hebreu - ܐ (ʔālap) en siríac - ا (àlif) en àrab - አ (ʔälf) en amhàric - 𐎀 (alp) en ugarític - Α (alfa) en grec - A en llatí - А en ciríl·lic |
| 𐤁      | casa, temple                                                                  | bēt = /b/                    | - 𐡁 (bet) en arameu - ࠁ (bit) en samarità - ב (bet) en hebreu - ܒ (bēṯ) en siríac - ب (bā) en àrab - በ (bet) en amhàric - 𐎁 (ḇt) en ugarític - Β (beta) en grec - B en llatí - В en ciríl·lic, de la pronunciació romana d'Orient β com a [v]. Per altra banda, com que la versió romana d'Orient de l'alfabet grec no tenia lletra per representar el so [b], els creadors de l'alfabet ciríl·lic van haver d'introduir per aquest so la lletra Б, el traç de la qual es remunta a un dels alfabets de l'Orient Pròxim (possiblement samarità) o a minúscula llatina b. |
| 𐤂      | camell, creixent                                                              | gaml = /g/                   | - 𐡂 (guímel) en arameu - ࠀ (gaman) en samarità - ג (guímel) en hebreu - ܓ (gāmal) en siríac - ج (jīm) en àrab - ገ (gäml) en amhàric - 𐎂 (gml) en ugarític - Γ (gamma) en grec - En etrusc no existia el so [g], per tant la lletra C que deriva del guímel hebreu, es feia servir per gravar el so [k] (d'aquesta manera el so [k] s'escrivia amb una de les tres lletres depenent de la vocal següent: K abans de [a], C abans de [e] i [i], i Q abans de [u]). A l'alfabet llatí la lletra C s'utilitzà per gravar tant el so de [g] com el de [k]. A la meitat del segle iii aC, per distingir aquests sons, es va introduir la lletra G, que s'obtingué mitjançant la modificació de la C. - Г en ciríl·lic |
| 𐤃      | porta                                                                         | delt = /d/                   | - 𐡃 (dalet) en arameu - ࠃ (dalat) en samarità - ד (dàlet) en hebreu - ܕ (dālaṯ) en siríac - د (dāl) en àrab - ደ (dänt) en amhàric - 𐎄 (delt) en ugarític - Δ (delta) en grec - D en llatí - Д en ciríl·lic |
| 𐤄      | expiració, pregària, finestra                                                 | he = /h/                     | - 𐡄 (hēh) en arameu - ࠄ (īy) en samarità - ה (he) en hebreu - ܗ (hē) en siríac - ه (hā) en àrab - ሀ (hoy) en amhàric - 𐎅 (hdd) en ugarític - Ε (èpsilon) en grec - E en llatí - Е i Ё en ciríl·lic |
| 𐤅      | clau, ham, veneració                                                          | waw = /w/                    | - 𐡅 (wāw) en arameu - ࠅ (wāw) en samarità - ו (vau) en hebreu - ܘ (wāw) en siríac - و (wāw) en àrab - ወ (wäwe) en amhàric - 𐎆 (wqy) en ugarític - En grec va desaparèixer el so [w], per tant el primer descendent directe del "waw" - Ϝ (digamma) - desapareix de l'alfabet. El segon descendent del "waw» - Υ (ípsilon) - s'utilitzà per gravar el so [u]; el qual més tard es transformà en [y] (similar a l'alemany [ü]), i finalment en [i]; al mateix temps la pronunciació del dígraf ΟΥ (originalment el diftong [ou]) va passar a [u]. - En etrusc i llatí primerenc, en què coexistien F i Y, Y s'escurçava a V perquè no es confongués amb F; per gravar de so [f], es feia servir la combinació de FH, escurçada llavors a F (F[w] es fusionà al V[u]). A mitjans del segle i aC per transmetre el so [y] en els préstecs del grec s'introdueix la lletra Y ("ípsilon", "i grega"). Ja en el nou temps (cap al 1762) se separen les U i V, i també s'introdueix W. Per tant, les lletres F, U, V, W i Y tenen un origen comú. - En ciríl·lic aquesta lletra originàriament s'introdueix en forma de V (Izhitsa), que correspon exactament a la Υ grega i també al dígraf ОУ (onik), que sovint s'escrivia com a lligadura Ꙋ (uk). Amb la reforma de l'alfabet feta pel Pere I de Rússia, uk es transformà en У, que més tard fou inclosa en tots els alfabets basats en el ciríl·lic. |
| 𐤆      | arma                                                                          | zain = /z/                   | - 𐡆 (zain) en arameu - ࠆ (zēn) en samarità - ז (zain) en hebreu - ܙ (zayn) en siríac - ز (zāy) en àrab - ዘ (zäy) en amhàric - 𐎇 (zġn) en ugarític - Ζ (zeta) en grec - En llatí el so [z] en una etapa del desenvolupament desaparegué, transformant-se en [r], per tant la lletra Z fou exclosa de l'alfabet llatí al segle iv aC. La lletra G, introduïda al segle iii aC, per no alterar gaire l'ordre alfabètic, es posà en lloc d'exclosa Z. Posteriorment quan la Z es necessità de nou (per als préstecs del grec), es recuperà però es posà al final de l'alfabet. - З en ciríl·lic |
| 𐤇      | No hi ha cap interpretació adequada. sageta? escala? nelumbo? barrera? paret? | ḥet = /ħ/                    | - 𐡇 (ḥēṯ) en arameu - ࠇ (īt) en samarità - ח (het) en hebreu - ܚ (ḥēṯ) en siríac - ح (ḥā) en àrab - ሐ (ḥäwṭ) en amhàric - 𐎈 (ḥrṯ) en ugarític - Η (eta) en grec - H en llatí - И i Й en ciríl·lic (de la pronunciació romana d'Orient η com a [i]). |
| 𐤈      | Roda                                                                          | ṭet = /ṭ/                    | - 𐡈 (ṭēṯ) en arameu - ࠈ (ṭīt) en samarità - ט (tet) en hebreu - ܛ (ṭēṯ) en siríac - ط (ṭā) i ظ (ẓā) en àrab - ጠ (ṭäyt) en amhàric - 𐎉 (ṭiṭ) en ugarític - Θ (theta) en grec - Un dels possibles orígens de la T llatina - Ѳ en ciríl·lic |
| 𐤉      | mà                                                                            | iod = /j/                    | - 𐡉 (yōḏ) en arameu - ࠉ (yūt) en samarità - י (iod) en hebreu - ܝ (yōḏ) en siríac - ﻱ (yā) en àrab - የ (yämän) en amhàric - 𐎊 (ydm) en ugarític - Ι (iota) en grec - I en llatí. Al segle xvi la I se separa de la J, en moltes llengües encara té el valor fonètic primari de [j]. - I en ciríl·lic, també en els dígrafs Ы = Ъ+І i Ю = І+Ꙋ. En alfabet rus la І va desaparèixer durant les reformes de l'ortografia russa del 1918, i quedà només com a element de les lletres Ы i Ю. Els sons de la І ara es denoten amb И i Й. |
| 𐤊      | palmell (de la mà)                                                            | kap = /k/                    | - 𐡊 (kāp) en arameu - ࠊ (kâf) en samarità - כ (caf) en hebreu - ܝ (kāp) en siríac - ك (kāf) en àrab - ከ (kaf) en amhàric - 𐎋 (kp) en ugarític - Κ (каппа) en grec - En alfabet llatí K va aparèixer durant el període clàssic per transmissió de les paraules gregues amb "kappa" i "khi" (només en forma de kh), prèviament transmesa com a ch. - К en ciríl·lic |
| 𐤋      | agullada                                                                      | lamd = /l/                   | - 𐡋 (lāmaḏ) en arameu - ࠋ (lā'bāt) en samarità - ל (làmed) en hebreu - ܠ (lāmaḏ) en siríac - ل (lām) en àrab - ለ (läwe) en amhàric - 𐎍 (lab) en ugarític - Λ (lambda) en grec - L en llatí - Л en ciríl·lic |
| 𐤌      | aigua                                                                         | mem = /m/                    | - 𐡌 (mīm) en arameu - ࠌ (mīm) en samarità - מ (mem) en hebreu - ܡ (mīm) en siríac - م (mīm) en àrab - መ (may) en amhàric - 𐎎 (my) en ugarític - Μ (mi) en grec - M en llatí. No s'ha de confondre: en etrusc la lletra que es feia servir per al so [m] tenia tres "onades", una lletra semblant, amb dues "onades" (similar a la M), denotava el so [s]. - М en ciríl·lic |
| 𐤍      | peix, anguila, serp                                                           | nun = /n/                    | - 𐡍 (nūn) en arameu - ࠍ (nūn) en samarità - נ (nun) en hebreu - ܢ (nūn) en siríac - ن (nūn) en àrab - ነ (nähas) en amhàric - 𐎐 (nḥš) en ugarític - Ν (ni) en grec - N en llatí - Н en ciríl·lic |
| 𐤎      | No hi ha cap interpretació adequada. suport? pilar?                           | semk = /s/                   | - 𐡎 (semkaṯ) en arameu - ࠎ (sin'gât) en samarità - ס (sàmec) en hebreu - ܣ (semkaṯ) en siríac - ሰ (sat) en amhàric - 𐎒 (smk) en ugarític - Ξ (ksi) i Χ (khi) en grec - X en llatí, de la pronunciació grega arcaica de χ, com a /ks/. - Ѯ (ksi) (lletra desapareguda a l'any 1735) i Х (h), de la pronunciació grega moderna de χ, com a /h/, en ciríl·lic. |
| 𐤏      | ull                                                                           | ʕayn = /ʕ/                   | - 𐡏 (ʕē) en arameu - ࠏ (ʕīn) en samarità - ע (ʕain) en hebreu - ܥ (ʕē) en siríac - ع (ʕayn) i غ (ġayn) en àrab - ዐ (ʕäyn) en amhàric - 𐎓 (ʕnt) en ugarític - Ο (òmicron) i Ω (omega) en grec - O en llatí - О en ciríl·lic |
| 𐤐      | boca                                                                          | pe = /p/                     | - 𐡐 (pē) en arameu - ࠐ (fī) en samarità - פ (pe) en hebreu - ܦ (pē) en siríac - ف (fā) en àrab - ፈ (äf) en amhàric - 𐎔 (pcr) en ugarític - Π (pi) en grec - P en llatí - П en ciríl·lic |
| 𐤑      | No hi ha cap interpretació adequada. papir? ham? caçador?                     | ṣade = /ṣ/                   | - 𐡑 (ṣāḏē) en arameu - ࠑ (ṣâ'dīy) en samarità - צ (tsade) en hebreu - ܨ (ṣāḏē) en siríac - ص (ṣād) i ض (ḍād) en àrab - ጸ (ṣädäy) en amhàric - 𐎕 (ṣdq) en ugarític - Ϡ (sampi) en grec, va desaparèixer molt ràpid. - Ц i Ч en ciríl·lic |
| 𐤒      | No hi ha cap interpretació adequada. mico? l'ull de l'agulla?                 | qop = /q/                    | - 𐡒 (qōp) en arameu - ࠒ (qūf) en samarità - ק (qof) en hebreu - ܩ (qōp) en siríac - ق (qāf) en àrab - ቀ (qaf) en amhàric - 𐎖 (qbr) en ugarític - Ϙ (qoppa) en grec, va desaparèixer molt ràpid. - Q en llatí |
| 𐤓      | cap                                                                           | roš = /r/                    | - 𐡓 (rēš) en arameu - ࠓ (rīš) en samarità - ר (reix) en hebreu - ܪ (rēš) en siríac - ر (rā) en àrab - ረ (reʾs) en amhàric - 𐎗 (riš) en ugarític - Ρ (ro) en grec - R en llatí - Р en ciríl·lic |
| 𐤔      | dent                                                                          | xin = /š/                    | - 𐡔 (šīn) en arameu - ࠔ (šān) en samarità - ש (xin) en hebreu - ܫ (šīn) en siríac - س (sīn) i ش (xīn) en àrab - ሠ (śäwt) en amhàric - 𐎘 (ṯd) en ugarític - Σ (sigma) en grec i Ϛ (stigma) en grec (alfabet arcaic iònic), aviat desapareguda. - S en llatí - С, Ѕ i Ш en ciríl·lic. També en el dígraf Щ = Ш+Т. |
| 𐤕      | creu                                                                          | taw = /t/                    | - 𐡕 (taw) en arameu - ࠕ (tāf) en samarità - ת (tav) en hebreu - ܬ (taw) en siríac - ت (tā) i ث (ṯā) en àrab - ተ (täwe) en amhàric - 𐎚 (twr) en ugarític - Τ (tau) en grec - T en llatí - Т en ciríl·lic |

|            |            | Labial | Alveolar | Alveolar | Palatal | Velar | Uvular | Faríngia | Glotal |
| Tènue      | Emfàtica   | Labial |          |          | Palatal | Velar | Uvular | Faríngia | Glotal |
| ---------- | ---------- | ------ | -------- | -------- | ------- | ----- | ------ | -------- | ------ |
| Nasal      | Nasal      | m      | n        |          |         |       |        |          |        |
| Oclusiva   | sorda      | p      | t        | tˤ       |         | k     | q      |          | ʔ      |
| Oclusiva   | sonora     | b      | d        |          |         | ɡ     |        |          |        |
| Fricativa  | sorda      |        | s        | sˤ       | ʃ       |       |        | ħ        | h      |
| Fricativa  | sonora     |        | z        |          |         |       |        | ʕ        |        |
| Vibrant    | Vibrant    |        | r        |          |         |       |        |          |        |
| Aproximant | Aproximant |        | l        |          | j       | w     |        |          |        |